# Ямасита, Хикару
Хикару Ямасита (яп. 山下 光 Ямасита Хикару, род. 23 сентября 2000) — японская хоккеистка, нападающая. Игрок национальной сборной Японии, дебютировавшая в 2019 году. В чемпионате Японии выступала за команды «Ди-Кей Перегрин» и «Сэйбу Принцесс Рэббитс». С 2016 по 2018 год играла в составе юниорской сборной Японии. Победитель двух турниров первого дивизиона юниорского чемпионата мира (2016 и 2018).

## Биография
Хикару Ямасита играет за команду «Ди-Кей Перегрин» в чемпионате Японии. В сезоне 2015/16, в возрасте 16-ти лет, дебютировала за юниорскую сборную Японии на чемпионате мира до 18 лет. На турнире первого дивизиона Ямасита отметилась двумя результативными баллами. Японки выиграли все матчи на соревновании и получили допуск в топ-дивизион. В 2018 году сборная Японии не сумела остаться в элите, заняв последнее место. Хикару отличилась одной заброшенной шайбой. В розыгрыше группы A первого дивизиона чемпионата мира 2018 Ямасита, как и ряд хоккеисток сборной, стала лучшей по показателю полезности — «+5». Японки выиграли все матчи и вернулись в элитную группу. В этом же году Хикару дебютировала за основную сборную Японии на чемпионате мира 2019. На данном турнире Рэми не сумела отличиться, завершив чемпионат при отрицательном показателе полезности. Япония проиграла в 1/4 финала сборной США и заняла на турнире 8-е место.

## Статистика
| Легенда | Легенда                    | Легенда | Легенда                   | Легенда | Легенда    |
| ------- | -------------------------- | ------- | ------------------------- | ------- | ---------- |
| И       | Количество проведённых игр | Штр     | Штрафное время            | +/−     | Плюс-минус |
| Г       | Голы                       | П       | Голевые передачи          | О       | Очки       |
| -       | Статистика неизвестна      | —       | Статистика не учитывалась |         |            |

### Международная
По данным: Eurohockey.com и Eliteprospects.com

## Достижения
Командные
| Год  | Команда         | Достижение                                                           | Достижение |
| ---- | --------------- | -------------------------------------------------------------------- | ---------- |
| 2016 | Япония (юниор.) | Победительница первого дивизиона юниорского чемпионата мира          |            |
| 2018 | Япония (юниор.) | Победительница группы A первого дивизиона юниорского чемпионата мира |            |

По данным Eliteprospects.com.